# A Bolt from the Sky (film 1913)
A Bolt from the Sky è un film del 1913: il nome del regista non viene riportato nei titoli. Interpretato da Alice Joyce e da Tom Moore, il film fu prodotto dalla Kalem Company. Venne distribuito il 21 luglio 1913.

## Trama
Un giovane è innamorato della figlia di uno scienziato: si reca a casa della fidanzata per parlare con suo padre, ma questi sta osservando dei fenomeni celesti e tratta in malo modo il giovane. Un domestico vede da lontano i due e crede che stiano litigando. Quando lo scienziato viene trovato morto sul prato, il domestico accusa l'ospite che viene arrestato. Ma poi si scopre che l'astronomo è rimasto colpito da un frammento di meteorite che gli è caduto in testa.

## Produzione
Il film fu prodotto dalla Kalem Company nel 1913.

## Distribuzione
Il film - un cortometraggio di una bobina - venne distribuito negli USA il 21 luglio 1913.